# Tornion Pallo -47
Tornion Pallo -47 – fiński klub piłkarski z siedzibą w mieście Tornio.

## Osiągnięcia
- 10.miejsce mistrzostw Finlandii: 2004

## Historia
Klub założony został w 1947 roku. W 2004 roku klub debiutował w najwyższej lidze mistrzostw, a w 2005 po raz ostatni zagrał w niej, po czym spadł do drugiej ligi.